# Wesseloh

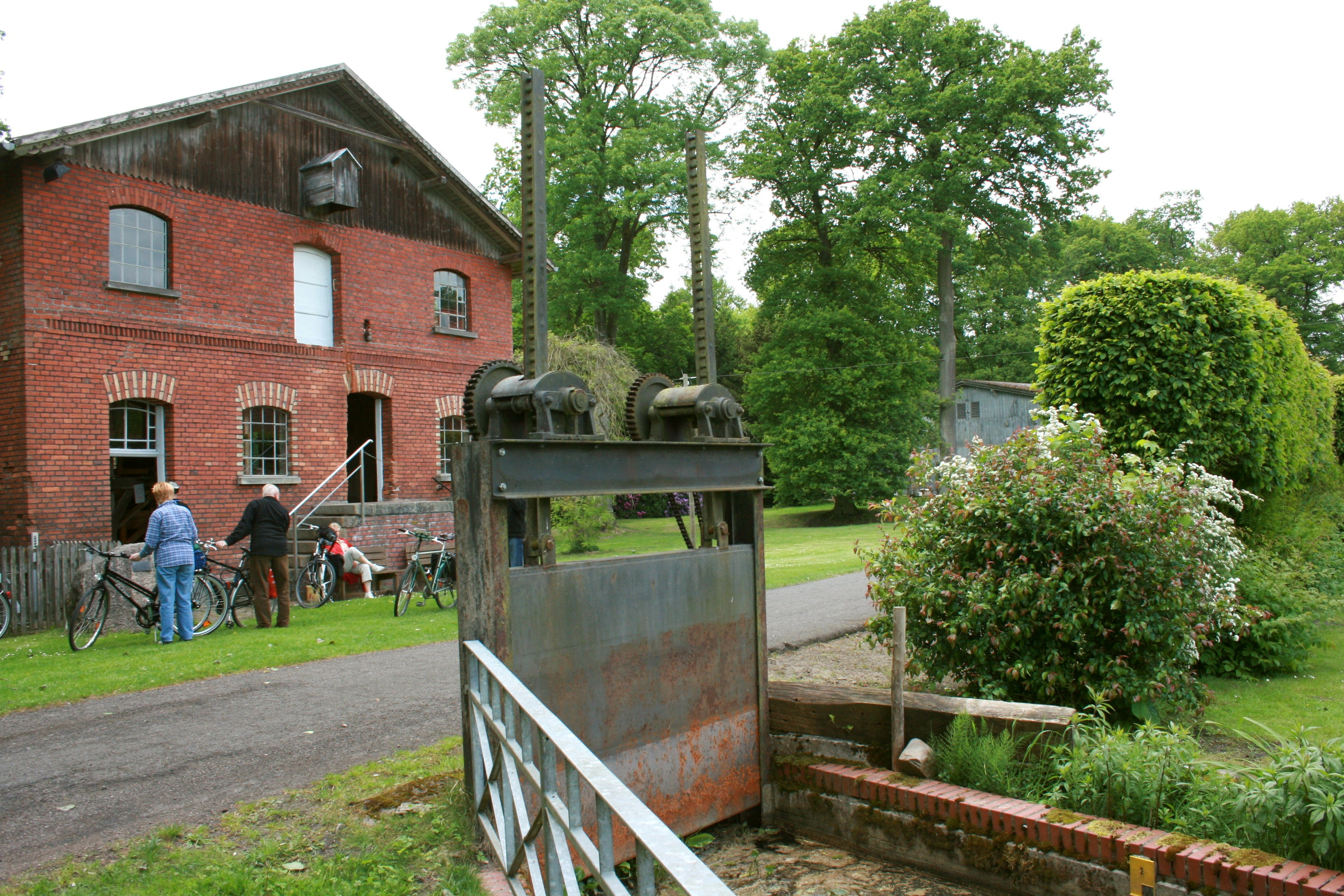
Wassermühle Eggersmühlen an der Fintau

Wesseloh (niederdeutsch/plattdüütsch Wessloh) ist ein Ortsteil der Stadt Schneverdingen im Landkreis Heidekreis in Niedersachsen. 

## Geografie
Der Ort liegt etwa 9 Kilometer nördlich des Stadtzentrums, mit dem es über die Alte Landstraße verbunden ist. Das Dorf ist ein typisches Heidedorf mit Wiesen-, Bruch- und Waldlandschaften.
Wohnplätze von Wesseloh sind Schiel, Eggersmühlen/Eggersmöhl und Horst/Host.

## Geschichte
Die Entstehung Wesselohs wird in den Siedlungsphasen des 7./8. Jahrhunderts angenommen. Der Ort gehörte zum Bistum und Stift Verden und bildete den Grenzort zwischen dem Stift und dem Fürstentum Lüneburg. Nachdem Wesseloh zum Ende des Dreißigjährigen Krieges 1648 unter die Herrschaft der schwedischen Krone geraten war, kam es 1715 zum Kurfürstentum Hannover.
Am 1. März 1974 wurde Wesseloh in die Gemeinde Schneverdingen eingegliedert.

### Schulgeschichte
Seit 1703 konnten die Wesseloher die Schule in Insel besuchen und ab 1752 hatte Wesseloh einen eigenen Schulmeister. Im Jahre 1846 wurde das erste Schulhaus im Ort erbaut und 1891 erweitert. Zu der Zeit war Wilhelm Schulz im Dorf der erste Lehrer, der eine vollständige Seminarausbildung genossen hatte. Er wurde aber wegen kritischer Äußerungen gegenüber Offizieren der Armee strafversetzt. 
Die Schülerzahlen stiegen kontinuierlich auf 76, doch die Dorfpolitiker wollten keine räumliche Vergrößerung oder einen zweiten Lehrer finanzieren. Schließlich musste zwangsweise ein zweiter Lehrer eingestellt werden und 1927 wurde Räume in einer Gaststätte für den Unterricht hinzugemietet. 1939 wurde die schließlich doch beschlossene Erweiterung des Schulhauses fertiggestellt, aber der zweite Lehrer wurde für den Kriegsdienst einberufen. Infolge des Krieges nahm die Zahl der Schüler wegen Landverschickung und Flucht weiterhin zu.
Nach dem Krieg nahm die Bevölkerungszahl zu, und es gab kurzzeitig 1950 die Möglichkeit, drei Lehrer in Wesseloh zu beschäftigen, aber Dorfpolitiker nutzten diese Möglichkeit wegen finanzieller Bedenken nicht. 
Der Prozess, in dem Wesseloh seine Schule verlor, begann 1963. In dem Jahr waren alle Schüler des 9. Jahrgangs verpflichtet, in Schneverdingen die Volksschule (später: Hauptschule) zu besuchen. 1968 wurde der 8. Jahrgang verpflichtet. Dann wurde in Schneverdingen die Orientierungsstufe gegründet, die die Jahrgänge 5 bis 7 besuchen mussten. 1983 schlossen sich die Grundschulen in Wesseloh und in Insel zusammen. Der dritte und vierte Jahrgang wurde gemeinsam in Insel unterrichtet. Nur der erste und der zweite Jahrgang blieben in Wesseloh. 1995 wurde die Grundschule Hansahlen in Schneverdingen eröffnet, die die Kinder im grundschulfähigen Alter von Wesseloh und Insel bis heute besuchen müssen. Die Grundschule Insel/Wesseloh wurde 1995 geschlossen.

## Politik
Ortsvorsteher ist Erich Gevers.

## Kultur und Sehenswürdigkeiten
- In der Wassermühle am großen Mühlenteich wurde von 1900 bis 1960 neben dem Mühlenbetrieb auch Strom erzeugt. Seit 1998 ist die Anlage wieder in Betrieb und produziert etwa 15.000 kWh Strom jährlich.[4]
- Das aus dem späten 19. Jahrhundert stammende, unter Denkmalschutz stehende Backhaus auf dem Klasshof wurde 1995 restauriert und wieder in seinen ursprünglich Zustand versetzt.

## Wirtschaft und Infrastruktur
In Wesseloh besteht seit 1985 ein Kinderspielkreis. Grundschulkinder besuchen die Schule Hansahlen in Schneverdingen. Als weiterführende Schule wählen viele Eltern die Kooperative Gesamtschule Schneverdingen.